# Laurenz Matthias Vincenz
Laurenz Matthias Vincenz (Andiast, 26 marzo 1874 – Coira, 29 luglio 1941) è stato un vescovo cattolico svizzero, vescovo di Coira dal 1932 al 1941.

## Biografia
Studiò presso il seminario di Coira e fu ordinato sacerdote il 16 luglio 1899 per la diocesi di Coira. Nello stesso anno conseguì il dottorato in Diritto canonico presso la Pontificia Università Gregoriana. Nel 1908 divenne cancelliere della diocesi di Coira, nel 1915 vicario generale e nel 1928 decano. Il 30 marzo 1932 papa Pio XI lo nominò vescovo coadiutore di Coira e titolare di Pafo. Succedette alla medesima sede il 6 maggio dello stesso anno, ancor prima di ricevere la consacrazione episcopale. Morì a Coira il 29 luglio 1941 all'età di 67 anni.

## Genealogia episcopale
La genealogia episcopale è:
- Cardinale Scipione Rebiba
- Cardinale Giulio Antonio Santori
- Cardinale Girolamo Bernerio, O.P.
- Arcivescovo Galeazzo Sanvitale
- Cardinale Ludovico Ludovisi
- Cardinale Luigi Caetani
- Cardinale Ulderico Carpegna
- Cardinale Paluzzo Paluzzi Altieri degli Albertoni
- Papa Benedetto XIII
- Papa Benedetto XIV
- Papa Clemente XIII
- Cardinale Bernardino Giraud
- Cardinale Alessandro Mattei
- Cardinale Pietro Francesco Galleffi
- Cardinale Giacomo Filippo Fransoni
- Cardinale Carlo Sacconi
- Cardinale Edward Henry Howard
- Cardinale Mariano Rampolla del Tindaro
- Cardinale Rafael Merry del Val
- Arcivescovo Pietro di Maria
- Vescovo Laurenz Matthias Vincenz